# 松木希错
松木希错（藏語：གསུམ་བཞི་མཚོ，威利转写：gsum bzhi mtsho，THL：Sumzhi Tso）位于中国西藏自治区阿里地区日土县境内，地处日土县西北部，东临龙木错。第四纪时期与龙木错同属一个大湖。湖面海拔5051米，面积24.6平方公里。湖区气候乾寒，年均气温约-8℃左右，年均降水量75～100毫米。湖水主要靠地表径流补给。集水区面积1605平方公里。